# Santísimo Cristo de La Laguna
El Santísimo Cristo de La Laguna es una imagen católica de gran valor histórico, artístico, religioso y cultural que representa la imagen de Jesús de Nazaret crucificado. Está situada en San Cristóbal de La Laguna, municipio y ciudad de la isla de Tenerife (Canarias, España). Es una de las imágenes más veneradas de las Islas Canarias (especialmente en la isla de Tenerife junto con la Virgen de Candelaria). Es la advocación de Cristo más venerada de Canarias, y es una de las imágenes religiosas más antiguas del archipiélago. Además, es una de las mejores imágenes que forman parte del Patrimonio Histórico de Canarias. Se la considera como la imagen flamenca más importante del Archipiélago Canario, como una de las imágenes de mayor valor artístico de España y como uno de los grandes crucificados europeos.
Su santuario es el convento de San Miguel de las Victorias (Real Santuario del Santísimo Cristo de La Laguna). La talla es de estilo gótico del siglo XVI. En ella, Jesús se encuentra pendiente de la cruz por tres clavos de tamaño natural. Su cabeza fue representada inclinada y vuelta hacia el lado derecho. Su cara muestra dolor y su cuerpo, y en especial su musculatura, presenta unas proporciones bastante correctas para la época. La Pontificia, Real y Venerable Esclavitud del Santísimo Cristo de La Laguna, es la hermandad propietaria de la imagen del Cristo (que es una de las hermandades más antiguas del archipiélago), y de su Santuario se ocupa el obispado de Tenerife. Al lado de su Santuario se encuentra la Plaza del Cristo de La Laguna.

## Historia
Hasta hace pocas fechas no había exactitud sobre el origen de la venerada talla. Inicialmente se la creía de procedencia sevillana e incluso nórdica. También se llegó a atribuir al escultor Jorge Fernández, autor del retablo mayor de la Catedral de Sevilla y de la imagen de la Virgen del Pino de Teror (Gran Canaria), entre otras obras. Pero tras las investigaciones que en 1999 realizó el profesor de la Universidad de La Laguna, Francisco Galante Gómez se ha podido saber que el Cristo de La Laguna es una talla de origen flamenco-brabanzón, de estilo gótico esculpida por Louis Van Der Vule hacia 1500 o 1514.
Se sabe que el Cristo llegó a la isla de Tenerife en 1520, pero antes realizó un periplo por varias ciudades de Europa. En esta época los antiguos Países Bajos meridionales (lo que actualmente es Bélgica), mantenía importantes relaciones comerciales con el resto de Europa. El Cristo de La Laguna llegaría a Venecia, ciudad italiana que gozaba en aquella época de un gran esplendor comercial y económico. Posteriormente la magnífica talla sería llevada a Barcelona (ya en España) y de ahí a Sanlúcar de Barrameda, en Andalucía, en donde estuvo custodiado durante varios años en la Ermita de la Vera-Cruz, como propiedad de la hermandad homónima, hasta que fue enviado definitivamente a la isla de Tenerife en el citado año de 1520.
No se sabe a ciencia cierta el motivo de su llegada a Tenerife, aunque se cree que llegó como consecuencia de su adquisición por el conquistador de la isla, el adelantado Alonso Fernández de Lugo, para presidir el Convento de San Miguel de las Victorias. Aunque también es probable que fuera un regalo que hizo don Juan Alonso Pérez de Guzmán y Zúñiga, VI duque de Medina Sidonia al adelantado, debido a las buenas relaciones existentes entre el General Lugo y la Casa de Medina Sidonia.
Destaca en la imagen los brazos y las piernas que se encuentran totalmente extendidas en la cruz, por lo que el Cristo de La Laguna no representa el típico crucificado desmayado en la cruz con todo el peso corporal sostenido en las rodillas. La cabellera del Cristo acaba en "rulos", y su cara es alargada con pómulos sobresalientes y nariz aguileña, todos estos elementos son características propiamentes judías. Lo que demuestra que el escultor estaba imprimiendo en la imagen los rasgos faciales comunes de la población israelita, pueblo al que pertenecía Jesús de Nazaret. Otro rasgo destacable de la escultura es su arqueamiento, típico de las imágenes góticas. 
Fue tanta la devoción que le profesó el pueblo canario a esta imagen de Cristo crucificado desde prácticamente su llegada a la isla de Tenerife que ya en el año 1587, teniendo esto en cuenta el padre fray Bartolomé de Casanova como provincial de la Orden franciscana que era en aquel tiempo, realizó una solicitud al papa Sixto V para que la capilla mayor del Convento de San Miguel de las Victorias, donde se venera la milagrosa imagen del Santo Cristo, disfrutara de las mismas gracias e indulgencias concedidas a la Archibasílica de San Juan de Letrán (la catedral de Roma y sede oficial de los Papas), privilegio que le concedió el Pontífice, según consta en las Bulas que trajo a Tenerife dicho Provincial. En las mismas, se pone de manifiesto que los fieles que visiten dicho convento ganen las gracias e indulgencias máximas concedidas a la catedral romana. La segunda Bula establece la perpetuidad de dicha unión, dando por libre a la Cofradía del Santísimo Cristo de la pensión anual de las dos libras de cera que pagaba a la expresada Archibasílica de San Juan de Letrán.
Históricamente, el Santísimo Cristo de La Laguna ha sido considerada una de las tres imágenes religiosas más veneradas y milagrosas de Canarias, junto a la Virgen de Candelaria y la Virgen del Pino de Teror, además el Cristo de La Laguna es la advocación de Cristo más venerada del archipiélago. En estos momentos el Cristo se conserva en el Real Santuario del Cristo, una iglesia de una sola nave, alta y estrecha que en la actualidad tiene la categoría de Real Santuario. La imagen se encuentra colocada en una cruz de plata en el altar de su Santuario, estando también su retablo repujado en plata y en oro. La base de plata repujada con la que el Cristo procesiona fue donada en 1654 por el capitán Lázaro Rivero. La cruz, cubierta con chapa de plata toscamente labrada, es un regalo de don Francisco Bautista Pereira de Lugo, señor de las islas de La Gomera y El Hierro, en 1630; La cruz antigua que ha sido sustituida por ésta se guarda en el coro bajo del convento de las monjas claras. 

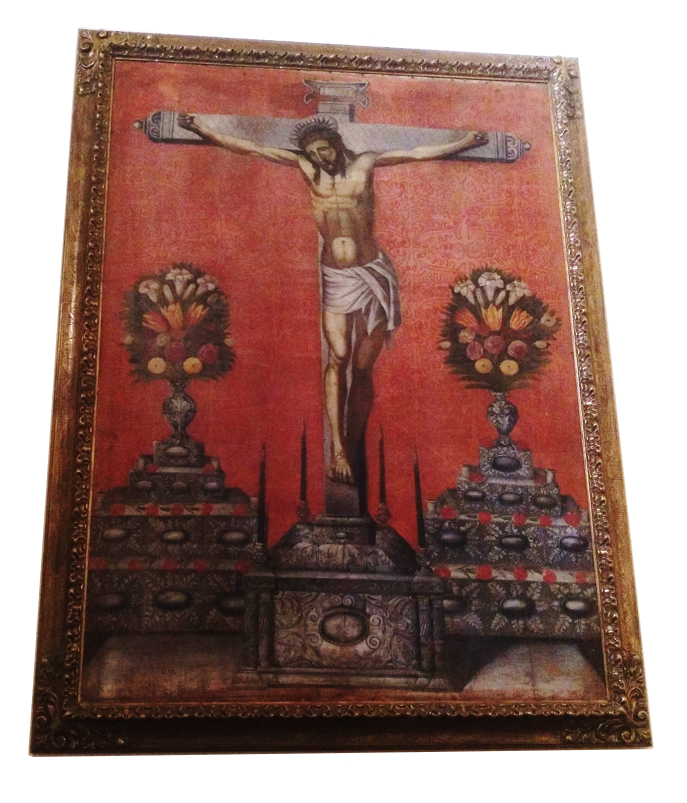
Vera efigie del Cristo de La Laguna situada en la Iglesia Matriz de Nuestra Señora de Guadalupe en Teguise (Lanzarote).

Del mismo modo que sucedió con la Virgen de Candelaria, los emigrantes canarios llevaron la devoción del Cristo de La Laguna a diversas partes de América, sirviendo su imagen de inspiración para la elaboración de otros Cristos. Más recientemente, en 1977 familias canarias llevaron una imagen suya a la ciudad de Xalapa-Enríquez en el estado de Veracruz (México). Por otro lado también existe una réplica de la imagen en el Palacio del Pardo de Madrid.
En la isla de Tenerife existen gran cantidad de cuadros, óleos, pequeñas tallas y veras efigies del Cristo de La Laguna repartidos por toda la geografía insular. En la Parroquia Matriz de San Agustín de la ciudad de Las Palmas de Gran Canaria, hay un lienzo de 1957 del Santísimo Cristo de La Laguna en la capilla de Nuestra Señora de los Dolores "la Genovesa" su autor es Enrique Sánchez. En Lanzarote hay dos importantes lienzos del Cristo lagunero en la Iglesia Matriz de Nuestra Señora de Guadalupe de Teguise y en la Iglesia de Nuestra Señora de los Remedios en Yaiza, así como en otras iglesias de las Islas Canarias guardan en su interior retratos y lienzos del Cristo de La Laguna, prueba de la gran devoción que siempre le ha profesado el pueblo canario.
Ante la imagen del Cristo de La Laguna recibió la consagración episcopal el tinerfeño monseñor Domingo Pérez Cáceres el 21 de septiembre de 1947, que se convirtió en el primer obispo de la Diócesis Nivariense que rigió su propia diócesis natal. La imagen del Cristo había sido excepcionalmente trasladada a la Catedral de La Laguna para tal ocasión unos días antes.
Mas recientemente, la Comisión de Patrimonio Histórico del Cabildo de Tenerife emitió un informe favorable para que la imagen del Cristo de La Laguna y la de la Virgen de la Candelaria sean declarados Bien de Interés Cultural (BIC) con la categoría de Bien Mueble. El Cristo de La Laguna y su santuario fueron declarados en el año 2005 por el Gobierno de Canarias como Bien de Interés Cultural, con categoría de Monumento para el Real Santuario y categoría de Bien Mueble, para la imagen del Santísimo Cristo, igualmente la imagen de la Virgen de Candelaria y su basílica recibieron la misma distinción.
La Pontificia, Real y Venerable Esclavitud del Santísimo Cristo de La Laguna, se encuentra hermanada tanto con la Hermandad del Santísimo Cristo de los Dolores de Tacoronte (Tenerife), como con la Basílica de San Juan Bautista de Telde como Santuario titular del Santísimo Cristo de Telde (Gran Canaria). Esto es debido a la gran veneración existente entre los católicos canarios por estas tres imágenes cristológicas. Por otro lado, también las ciudades de San Cristóbal de La Laguna y Telde se encuentran hermanadas desde el año 2010, por su similar trayectoria en la Historia de Canarias y especialmente por la veneración que ambas ciudades profesan a sus correspondientes imágenes de Jesucristo.
En 2020 se cumplieron 500 años de la llegada de la imagen del Cristo de La Laguna a la isla de Tenerife. Por esta efeméride se realizó un año jubilar previo concedido por el papa Francisco entre marzo de 2018 y febrero de 2019.
El 30 de abril de 2025, el obispo de Tenerife Eloy Alberto Santiago, realizó la profesión de fe y juramento de fidelidad ante la imagen del Cristo en su Santuario.

### Patronazgo sobre el RACA 93
En 2024 el Cristo de La Laguna fue declarado por el Arzobispo Castrense de España, monseñor don Juan Antonio Aznárez Cobo como patrono y protector del Regimiento de Artillería de Campaña número 93 de Tenerife (RACA 93). Este nombramiento fue declarado oficialmente el 16 de junio de 2024, en una solemne ceremonia presidida por el citado Arzobispo Castrense y el Obispo de Tenerife, monseñor don Bernardo Álvarez Afonso. Con este nombramiento, la imagen lagunera se convierte en la segunda advocación de Cristo en el Ejército español declarado oficialmente protector de un destacamento militar, tras el Cristo de la Buena Muerte de la Congregación de Mena (Málaga), que lo es de la Legión Española.

### Gran Procesión extraordinaria de 2025
Con motivo del Jubileo Diocesano de las Hermandades y Cofradías enmarcado en el año santo jubilar universal de 2025, tuvo lugar el 18 de mayo de ese año en la ciudad de San Cristóbal de La Laguna, capital episcopal Nivariense, una gran e histórica Procesión Extraordinaria de nueve imágenes religiosas de gran devoción en toda la diócesis.
Entre ellas, la Virgen de los Remedios (patrona de la ciudad, de la isla y de la diócesis); San Cristóbal (patrono de la ciudad y titular de la diócesis); Santo Hermano Pedro de Betancur (primer santo de origen canario); San José de Anchieta (segundo santo canario, nacido en La Laguna); San Miguel Arcángel (compatrono de la ciudad y patrón de Tenerife); San Juan Bautista (compatrono de la ciudad); San Benito Abad (patrono de los campos de Tenerife); Inmaculada Concepción (alcaldesa honoraria de la ciudad); y el Santísimo Cristo de La Laguna (imagen de Jesucristo más venerada en Canarias).
Se trata de un hecho histórico, pues fue la primera vez que estas imágenes procesionaban juntas por las calles de la ciudad. A este evento concurrieron hermandades y cofradías provenientes de toda la diócesis.

## Leyendas sobre su origen
Existen leyendas alternativas que intentan explicar el origen y procedencia de tal enigmática escultura. Una de ellas es relatada por el cronista de Tenerife, fray Alonso de Espinosa en su libro: "Del origen y milagros de la Santa Imagen de nuestra Señora de Candelaria, que apareció en la isla de Tenerife con la descripción de esta Isla":

En este tiempo llegó a Barcelona una nao veneciana muy rica, y entre otras riquezas y joyas de estima que traía, la mayor y mejor era ciertas Imágenes de Crucifijos que el mercader y señor de la nao había comprado a otro mercader, que del Cairo y Tierra Santa había venido a Venecia, y habiendo en su tierra vendido la hechura del uno, le quedaron dos que trajo a Barcelona, y como los sacase en tierra, hubo muchos pretendientes y deseosos de comprarlos: tan devotos eran. Allegó a la sazón el sobredicho Juan Benítez, y viendo los retratos del Crucificado tan devotos, trató de comprar uno y díjolo al Adelantado, el cual, como estaba alcanzado, no dio entonces buena respuesta, porque aún no le había emprestado aquel hombre no conocido lo que después le prestó; pero, como todo fuese en un tiempo, el dicho Juan Benítez tomó algunos de aquellos dineros sin contarlos, e yéndose a casa del mercader trató de la venta de la hechura del Cristo, y pidiéndole cien ducados por ella, al fin concertaron en setenta, y echando mano a la bolsa el dicho Juan Benítez para darle señal e ir por el resto a su casa, fue sacando dineros hasta que al justo le pag-ó los setenta ducados, sin faltar cosa ni quedarle cosa alguna, de que no poco admirado quedó él y el Adelantado cuando lo supo. De allí lo enviaron en una nao que venía a Cádiz, y de Cádiz en otra para esta Isla, y lo pusieron en el Convento del glorioso padre San Francisco, donde hasta hoy ha estado reverenciado y tenido por uno de los más devotos crucifijos que se han visto en estas partes.

Por su parte el padre fray Luís de Quirós ofrece este relato:

Otros testigos que han tenido en esto curiosidad dicen que pasó de esta manera [el arribo de la imagen]. Que llegó al puerto de Santa Cruz de la isla de Tenerife un navio que dijo ser de Venecia y que traía una Imagen de Crucifijo muy devota. Los cristianos que estaban en el puerto de Santa Cruz dieron de ello noticia al Adelantado don Alonso de Lugo, que estaba en La Laguna, legua y media del puerto. El cual con el deseo grande que tenía de poner en aquella isla una imagen del Crucificado, envió al puerto algunos de los conquistadores para que concertasen la hechura de la dicha Imagen y la subiesen a La Laguna. Y para en parte de paga les dio treinta ducados, y que lo demás llevarían luego en trayéndola. Fueron al puerto, y quedaron muy aficionados a la Santa Imagen por verla tan devota. Concertaron la hechura en setenta ducados, y dijeron al patrón no traían más de treinta, que les esperase a que la llevasen arriba a la ciudad y traerían lo restante. Lo cual concedió el patrón del navio de muy buena gana. Y sacando los treinta ducados y contándoselos, vinieron a hallar que eran los setenta en que se habían concertado, sin sobrar ni faltar cosa alguna. Subieron a La Laguna la Imagen y dijeron al Adelantado lo que pasaba, de que quedó muy admirado. Y otro día fueron a buscar el navio y no hallaron nuevas de él, ni cuándo o cómo se había ido, por lo cual entendieron haber sido traída por ministerio de ángeles.

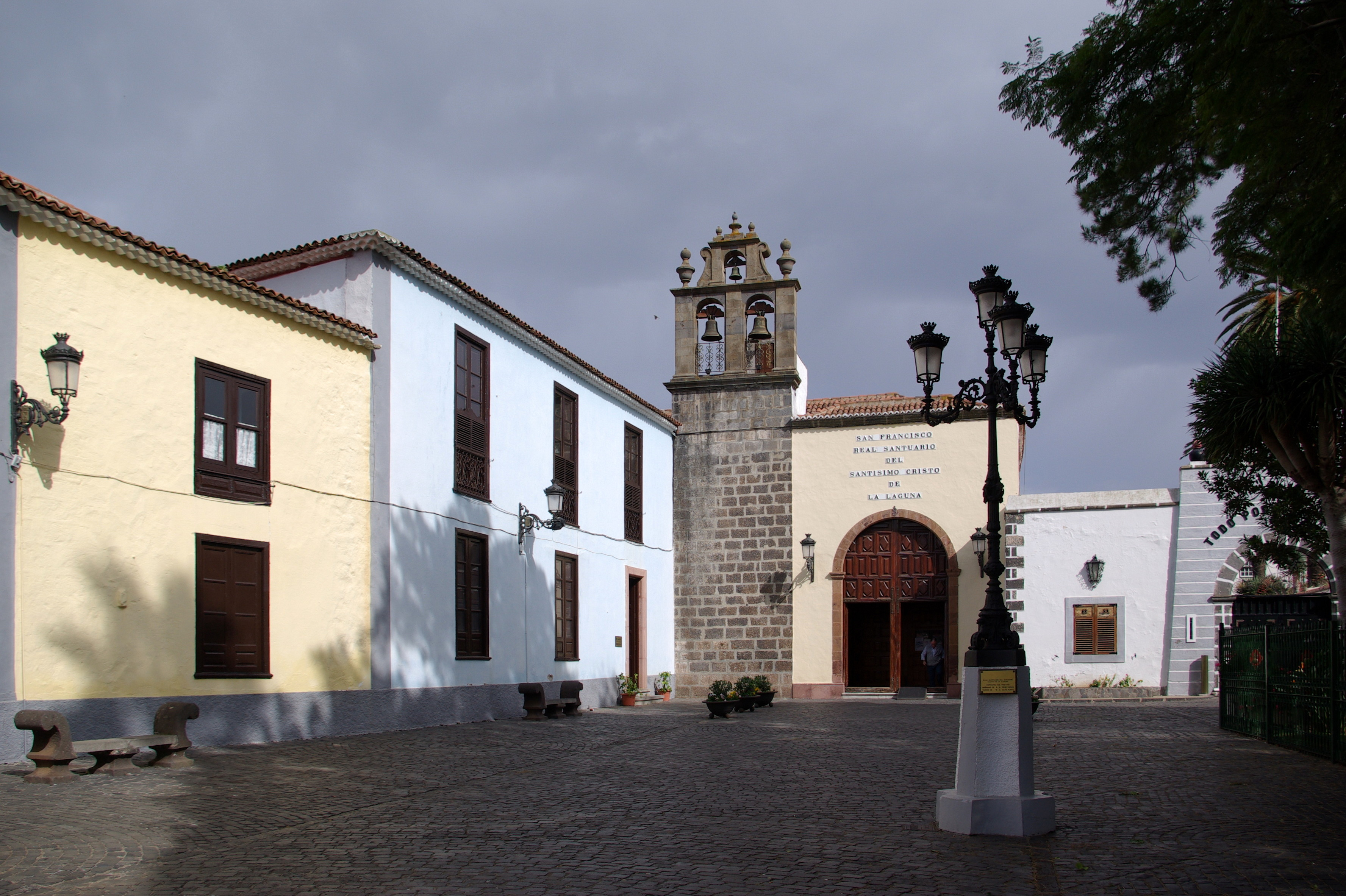
Exterior del Real Santuario del Cristo de La Laguna.

Existen leyendas piadosas que relatan que el Cristo de La Laguna fue esculpido por ángeles o incluso por el propio evangelista San Lucas, en ambos casos dichos santos escultores habrían impreso en la talla los rasgos fisonómicos que debió de tener Jesucristo en el momento de su cruxifición. Esta leyenda es muy habitual en la mayoría de obras de arte sacro que cuentan con una importante devoción y un origen muy antiguo, en este sentido, tenemos el ejemplo de la antigua imagen de la Virgen de Candelaria (patrona de Canarias), o de la Virgen de los Reyes (patrona de Sevilla), entre otras tallas. Pero fue el padre fray Luís de Quirós (antes mencionado) quién defendió esta posibilidad argumentado que la imagen del Cristo de La Laguna fue traída a Tenerife por el Arcángel San Miguel. Son varios los pasajes de su libro donde consta la intervención angélica en la escultura, tomando como ejemplo la Cruz de los Ángeles que se encuentra en la Catedral de Oviedo en Asturias.
Según el historiador don José Rodríguez Moure, entre las tradiciones orales que corren en el pueblo, recogió una por la cual en cierta noche tempestuosa oyeron los religiosos del Convento de San Miguel de las Victorias llamar a la portería, y cuando acudieron sólo hallaron una gran caja por cuyos resquicios salían resplandores, la que abierta dejó ver contenía el Santo Crucifijo.
El citado fraile dominico fray Alonso de Espinosa escribió que tanto la imagen del Santísimo Cristo de La Laguna como la del Santísimo Cristo de Telde llegaron juntas a las Islas Canarias. Siendo el de La Laguna adquirido por el adelantado Alonso Fernández de Lugo en Tenerife, mientras que el de Telde fue llevado a esta ciudad de Gran Canaria. Así fue creído durante el siglo XVI. Sin embargo, esta posibilidad es totalmente descartable dehacuerdo a las últimas investigaciones. Teniendo en cuenta por un lado, que la imagen del Cristo de Telde llegó a Gran Canaria entre 1550 y 1555, es decir entre 30 y 35 años después de que el Cristo de La Laguna arribase a Tenerife, y por otro lado la diferente factura de ambas tallas, pues el Cristo de La Laguna es una escultura europea, mientras que el Cristo de Telde es americano.

## Inscripciones en la talla
Entre sus detalles, destacan unas inscripciones que se incluyen en el paño de pureza o perízonium, que está ajustado a las caderas y ladeado a la izquierda; sus plegados hacen un efecto de luces y sombras.
Estas inscripciones se sitúan, por un lado en la parte superior del paño, que posee un conjunto de letras con adornos florales. Otras, en la parte lateral, más desapercibidas, nos hablan del autor y fecha de su talla. Su calidad como obra de arte es sobresaliente, al igual que su importancia devocional.

## El velo del Cristo

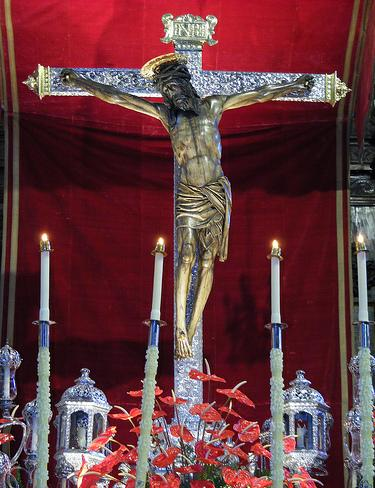
Imagen del Santísimo Cristo de La Laguna antes de su última restauración.

En el Real Santuario del Cristo de La Laguna se conserva un velo del Cristo, de seda adamascada, que es anterior a 1599. En él aparecen dos símbolos importantes como la Cruz y la "S" de la Pontificia, Real y Venerable Esclavitud del Santísimo Cristo de La Laguna. La importancia de este velo del Cristo es que fue bajado a Santa Cruz de Tenerife ante el inminente ataque de los holandeses protestantes, que días antes habían saqueado e incendiado Las Palmas de Gran Canaria, con 73 navíos al mando del vicealmirante Pieter van der Does.
Los religiosos del Santuario del Cristo de La Laguna hicieron procesiones y plegarias a la citada imagen, y decidieron que se llevara a Santa Cruz de Tenerife el velo que cubría al Cristo para que fuera utilizado como estandarte en la batalla.

## Milagros atribuidos
Desde el siglo XVI, el Cristo de La Laguna ha sido invocado en las calamidades públicas que afligían a la ciudad y a la isla. Durante tales rogativas se produjeron en muchas ocasiones la finalización del mal que atormentaba a la población, hechos que serían considerados como «milagrosos» por el pueblo devoto. Esto sucedió durante las sequías de 1562, 1566, 1571, 1577 y 1607, en las que el Cristo proveyó agua para los secos campos. En 1585 y 1607 acabó con la plaga de langosta, en 1599 concedió que llegase un barco a Tenerife cargado de trigo, en 1609 libró a la población de una epidemia, etc.
La noche del 28 de julio de 1810, un gran incendio asoló el Real Santuario del Cristo, se hicieron esfuerzos sobrehumanos para librar de aquella hoguera la preciada imagen del Cristo de La Laguna. Muchos se impresionaron al ver trasladar, a las tres de la mañana, al Cristo a la Parroquia de Los Remedios (hoy la catedral), alumbrando su paso con los trozos de tea que fueron arrancados del incendio. "Una procesión fatídica -dicen los cronistas- en que los llantos de un pueblo consternado se oían a gran distancia". El hecho de que el Cristo se salvara de las llamas fue considerado todo un milagro por parte de los ciudadanos.
La Batería de Armas del Grupo de Montaña, reforzada por personal del de Costa, participó en 17 combates de la guerra del Rif entre 1921-1922, en la Zona de Larache (Marruecos español). La Batería, que antes de su partida se encomendó a la advocación del Cristo de La Laguna, regresó sin haber sufrido ninguna baja. Una vez finalizada la contienda en Marruecos, en 1922, los 160 hombres de la Batería regresaron sanos, después de haber participado en 17 combates, lo que fue tomado por muchos como un auténtico milagro del Cristo. En acción de gracias, los artilleros hicieron la solemne promesa de acompañar al Cristo en todas sus procesiones, con una escuadra de 7 gastadores, expresión de su inmensa fe y amor al Cristo de La Laguna.

## Salidas procesionales

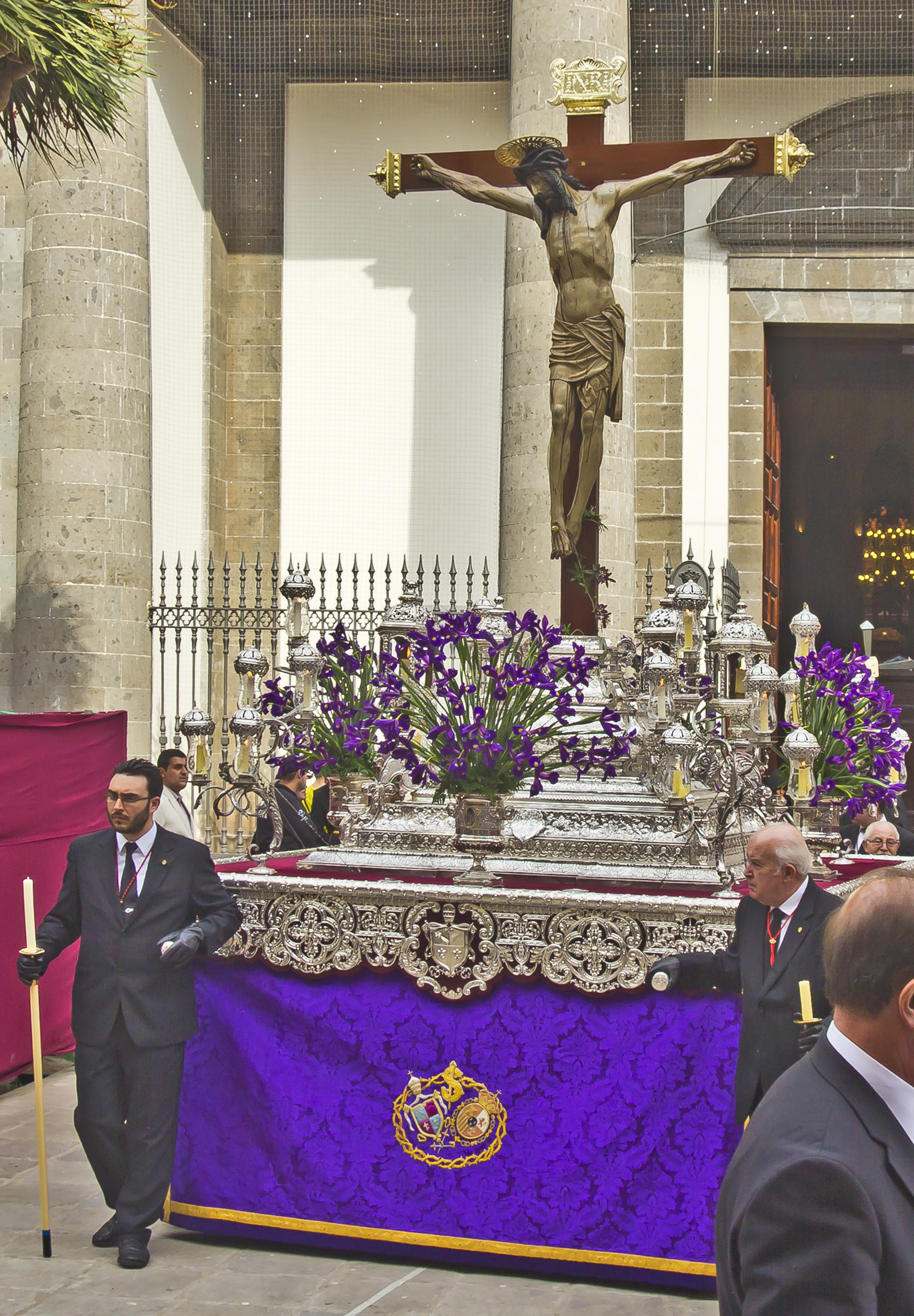
Imagen del Santísimo Cristo saliendo de la catedral durante la Procesión Magna del Viernes Santo.

### Semana Santa
Prácticamente desde su llegada a la isla en el siglo XVI, la imagen del Santísimo Cristo salía en procesión cada Semana Santa como corresponde a un crucificado. Esta procesión inicialmente transcurría por los alrededores del Convento de San Miguel de las Victorias (actual Santuario del Cristo), en torno a los campos de trigo de la periferia de la ciudad. Posteriormente, se amplió hasta recorrer las calles del centro de la ciudad.
Actualmente, durante la Semana Santa el Domingo de Ramos la imagen del Cristo lagunero es bajada en público del altar mayor de su Real Santuario, donde se realiza el besapiés y se lo coloca en su trono procesional. La imagen del Cristo de La Laguna procesiona cada año en la Semana Santa de San Cristóbal de La Laguna en una cruz de madera. El Viernes Santo de madrugada en la procesión conocida como "El Encuentro" o "La Madrugada" el Cristo sale de su Real Santuario y se encuentra en el Convento de Santa Clara de Asís con La Dolorosa, San Juan Evangelista y La Magdalena, para después recorrer ambos pasos el casco histórico de la ciudad visitando los diferentes templos del centro de La Laguna donde se recitan las siete palabras que dijo Jesucristo al morir en la cruz hasta llegar a la catedral. Allí permanecen varias horas en estación de penitencia. Ya por la tarde salen de la catedral en la Procesión Magna y el Cristo regresa a su santuario. Tras la llegada de la imagen cristológica a su templo, la talla sube a su retablo o altar.

### Fiestas del Cristo
En 1607 se fundan las Fiestas del Cristo de La Laguna en el mes de septiembre por parte del antiguo Cabildo de la isla, aunque según documentos antiguos, ya desde al menos finales del siglo XVI concurrían en romería fieles de todas las Islas Canarias al Santuario del Cristo cada 14 de septiembre, festividad de la Exaltación de la Cruz. El documento fundacional de las Fiestas dice:

La Justicia i Regimiento dixeron que cosa sabida es la mucha i antigua debocion que en todas estas islas i en toda España se tiene al Santísimo Cristo, que esta en el conbento del señor San Francisco desta ciudad; i se celebra la fiesta en cada un año a catorce de setiembre, a la qual [c]oncurre mucho numero de personas destas islas con gran debocion, por las muchas mercedes que Dios es servido hacernos, por lo bien que se celebra la dicha fiesta; i en las necesidades que esta isla a tenido de falta de salud i de aguas e otras muchas, patentemente se a visto concedernos Dios lo que le suplicamos iendo a su casa en procesion i [h]aciendo otros sufragios; i para que estas mercedes crescan es necesario cresca la debocion i se sirba a Dios con mas bentaja; mandaron que de aqui [en] adelante para sirmpre jamas se celebre la dicha fiesta por [la] ciudad, hacíendose con el maior aparato i desencia que se pueda, i en cada un año, se nombre diputados desde aiuntamiento que la hagan, i en ella se gasten cinquenta ducados, i estos sean de doscientos que este Concejo tiene facultad real para gastar docientos ducados [sic.] en la de nuestra señora la Candelaria...

En sus Fiestas Mayores de septiembre es tradición que cada 9 de septiembre la venerada imagen del Cristo sea de nuevo bajada en público del altar mayor para el rito del besapiés y para más tarde ser colocada en el trono procesional y en su cruz repujada en plata. Este día la imagen es solemnemente trasladada hasta la Catedral de La Laguna, en la catedral permanece durante cinco días en donde se realiza un solemne quinario, hasta el día 14 de septiembre (Día Grande del Cristo) cuando se procede al traslado de vuelta a su Real Santuario acompañado de las principales autoridades cívicas, militares y religiosas de Canarias, durante este día el ejército canario desfila junto al Cristo, debido a una antigua promesa. El mismo día por la noche tras una eucaristía tiene lugar la procesión del Cristo por las principales calles de la ciudad, visitando los conventos de Santa Clara de Asís y Santa Catalina de Siena, este día tienen lugar los famosos "Fuegos del Cristo" una gran exhibición pirotécnica. El día 21 de septiembre por la noche, se celebra la Octava del Cristo con procesión de la imagen alrededor de la plaza del Cristo, tras la cual la imagen es subida de nuevo a su retablo.

## El Cristo de La Laguna y la Virgen de Candelaria
El Cristo de La Laguna y la Virgen de Candelaria (Patrona de Canarias) representan desde hace siglos las dos principales devociones de la isla de Tenerife. De hecho los primeros terratenientes castellanos asentados en Tenerife tras la conquista lucían en las salas principales de sus mansiones cuadros y óleos que representaban a la Virgen Santísima de la Candelaria y al Santísimo Cristo de La Laguna como protectores del hogar. Por lo tanto con el paso de los siglos era habitual que ambas devociones acabaran por relacionarse.
También era habitual que los históricos traslados de la Virgen de Candelaria a La Laguna para pedir lluvias o para que cesara la peste tuvieran como principal acto el solemne encuentro entre las dos imágenes del Cristo y la Virgen. Según la mayoría de los historiadores el primer encuentro entre ambas imágenes fue en el año de 1562, en la segunda visita de la Virgen de Candelaria a La Laguna y la primera en forma de rogativa. A partir de ese momento se convirtió en una tradición ancestral el encuentro de ambas imágenes cuando la Patrona de Canarias visitase la ciudad. 
Uno de los encuentros más destacados entre las dos imágenes sucedió en 1607. En esta ocasión, cuentan las crónicas que la mediación mariana ocasionó abundantes lluvias que lograron la extinción de una plaga. El Santísimo Cristo de La Laguna fue trasladado hasta la parroquia de Ntra. Sra. de los Remedios (hoy la actual Catedral de La Laguna) y, desde allí, junto con la Virgen de los Remedios, partió a recibir la comitiva. Incorporadas las dos procesiones, condujeron al Convento de Santo Domingo a la Virgen de Candelaria, restituyendo luego las otras dos imágenes a sus correspondientes lugares de culto. 
En los primeros siglos era habitual que el Cristo recibiera a la Virgen en las puertas de la ciudad, pero en la actualidad, dicho encuentro se realiza en la Plaza del Cristo de La Laguna justo antes de que la Virgen de Candelaria abandone la ciudad. Los últimos encuentros de ambas imágenes han sido: en 1964, en 1997, en 2009 y el último en 2018. 
En este aspecto hay que destacar también el antiquísimo óleo de la Virgen de Candelaria que se encuentra en el Real Santuario del Santísimo Cristo de La Laguna y el óleo que representa al Cristo lagunero que se encuentra en la Real Basílica de Nuestra Señora de la Candelaria, el primero de gran calidad histórica y el segundo de gran calidad artística. En definitiva ambas imágenes de la Virgen de Candelaria y el Cristo de La Laguna siempre han estado y están en cierto modo relacionadas.

## El Cristo y los reyes de España

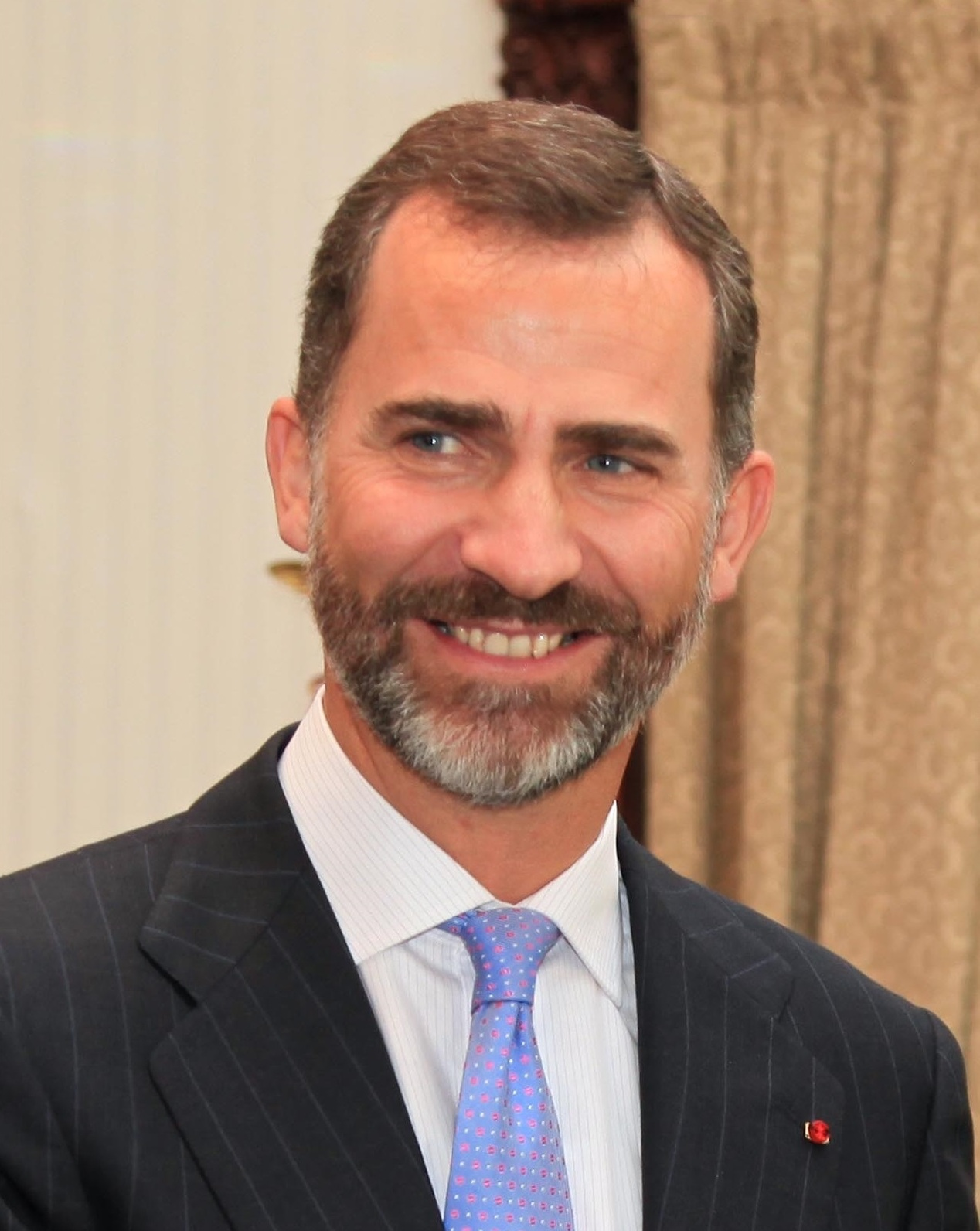
El rey Felipe VI de España, conserva el título de "Esclavo Mayor" del Cristo de La Laguna, de Alfonso XIII de España.

El 22 de noviembre de 2006 recibió la visita de los anteriores Reyes de España (don Juan Carlos I de Borbón y su esposa doña Sofía de Grecia). El actual rey de España es "Esclavo Mayor Honorífico y Perpetuo" de la hermandad, esta distinción la ostenta actualmente su Majestad el rey Felipe VI de España. El Real Santuario del Santísimo Cristo de La Laguna, fue uno de los primeros santuarios cristianos de Canarias en recibir el título y la distinción de "Real". Fue el 19 de diciembre de 1906, gracias al rey Alfonso XIII. Dicho monarca también le dio el título de "Real" a la hermandad del Cristo.

## Restauración
Entre noviembre de 2011 y marzo del 2012, la imagen del Santísimo Cristo fue sometida a un minucioso proceso de restauración por parte de varios expertos procedentes del Instituto Real de Patrimonio Artístico de Bruselas (Irpa), en la primera restauración "importante" de la imagen en los 500 años de historia de la venerada talla. La restauración consistió sobre todo en la limpieza de la escultura y la fijación de la policromía. La escultura, había sufrido una serie de alteraciones a lo largo de los siglos, la madera se había secado y agrietado, faltaban fragmentos de la corona y de otras partes, había un mechón partido y para ocultar la sustitución de algunos dedos se procedió a dar betún a la imagen.
Uno de los motivos del oscurecimiento de la imagen ha sido la aplicación, hasta la pasada década de los 90, de aceite de almendras dulces para proteger al Cristo de las lluvias durante las procesiones. Este aceite no hace daño a la imagen pero convierte su superficie en una cubierta pegajosa que atrae y adhiere la suciedad a la talla. Tras la limpieza, la imagen perdió gran parte de su característico color moreno, cobrando el aspecto original que debió tener hace 100 años. La pérdida del color moreno de la talla provocó cierta polémica entre algunos fieles, que sostienen que el "nuevo color" de la imagen no ha respetado el tono devocional ni se ajusta a las descripciones históricas que en el siglo XVII lo califican de moreno, aun así, la mayoría de los fieles han quedado contentos con la restauración, habiendo testimonios de algunas personas mayores, que recordaban que en su niñez el Cristo tuvo ese color. A pesar de esto, el Cristo no ha perdido totalmente su tez morena, ya que esta ha pasado a una tonalidad olivácea.